# Éduens

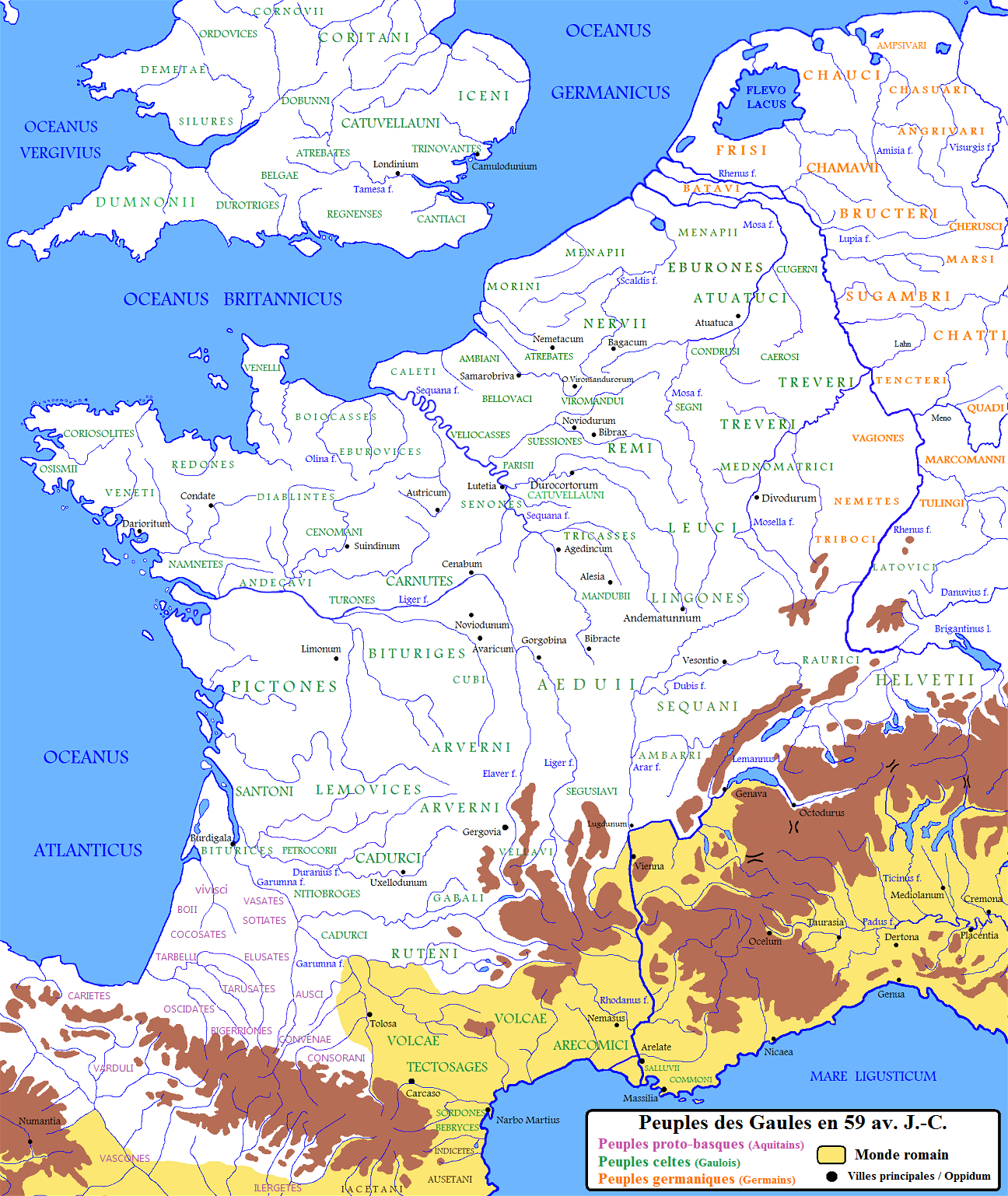
Carte des peuples de Gaule avant la conquête romaine. Bibracte est à la fois un centre politique, religieux, artisanal et commercial. Le territoire des Eduens (AEDUII) est, en effet, situé au carrefour des bassins fluviaux de la Loire, de la Seine et de la Saône.

Les Éduens ou Héduens (en latin : Haedui) étaient un peuple de la Gaule celtique.
Les Éduens étaient établis dans les actuels départements français de la Nièvre et de Saône-et-Loire ainsi qu'au sud de celui de la Côte-d'Or (correspondant approximativement à l'arrondissement de Beaune) et à l'est de celui de l'Allier. Bibracte était leur capitale. Ils disposaient des riches terres de la partie occidentale de la plaine de Saône. Leurs voisins et ennemis étaient les Séquanes au nord-est et les Arvernes au sud-ouest. Les Lingons étaient leurs alliés au nord.
Ils étaient régis par un chef électif, le vergobret.
Ils ont formé avec plusieurs peuples voisins qui étaient clients ou tributaires, une puissante confédération, rivale de celle des Arvernes.
Les Romains firent, dès le IIe siècle av. J.-C., alliance avec eux, et le Sénat romain les proclama frères de la république. Rome profita de la rivalité qui divisait les Éduens et les Arvernes pour intervenir dans les affaires de la Gaule.
Alliés des Romains, ils avaient appelé ceux-ci à leur secours devant la menace des Helvètes. Fournisseurs de contingents militaires à César, ils se rallièrent tardivement (et non sans réticences) à Vercingétorix au cours de l'année 52 av. J.-C.
La cité éduenne est intégrée dans la Gaule lyonnaise avec la réorganisation territoriale des Gaules effectuée par Auguste, avec pour nouvelle capitale Autun (Augustodunum). L'empereur Claude leur accorda le droit de cité complet en 48, dans un discours fameux transcrit sur la table Claudienne.

## Étymologie
Aedui (ou Hedui, Haedui, Hædui) chez les Romains, Aidousioi dans les Chroniques de l’Athénien Apollodore. Tous ces termes proviennent d'une même racine qui donna aussi bien des termes grecs que des mots de langues celtiques :
- aithô (enflammer, brûler) en grec ancien
- aed (le feu) en irlandais
- aidd (le zèle) en gallois

Ainsi, les Éduens seraient Les Ardents, Les hommes de feu, ce qui peut témoigner de l'importance de l'activité métallurgique du fer de ce peuple dans le Morvan, les vallées de la Loire et de la Saône,.

## Le peuple éduen

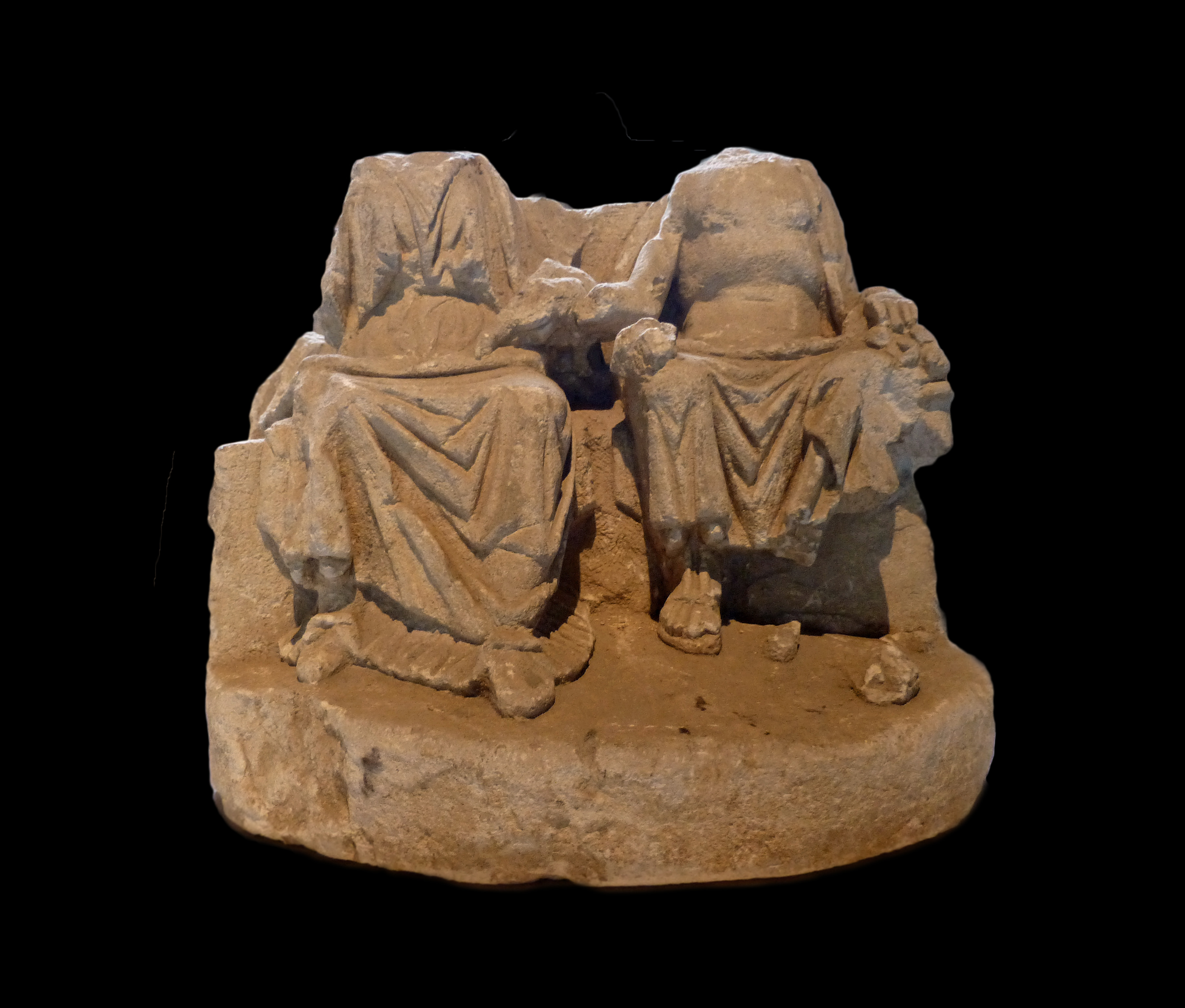
Couple éduen (abbaye Saint-Germain d'Auxerre)

Selon César, les Éduens étaient le peuple le plus puissant des Gaules puisqu'ils avaient de nombreux clients ainsi que le principat de toute la Gaule. Ceci devait être une fonction provisoire attribuée à un aristocrate par l'Assemblée des Gaules. Malheureusement, il y a peu ou pas de sources à ce sujet. On sait seulement d'après les Commentaires sur la Guerre des Gaules que César l'a convoqué et que ce n'était pas la première fois que les délégués des nations gauloises se réunissaient. En revanche, on connait une assemblée similaire en Irlande : Lugnasad.
Durant la période connue par les historiens (début de l'alliance avec Rome), leur puissance a été contestée. En effet, les Arvernes ont menacé leur puissance mais ont été battus en -121 par les armées romaines venues au secours des Éduens. En -60, la puissance éduenne est menacée par les Séquanes.

### Système politique
Tout comme à Rome, il existait un sénat réunissant les familles aristocratiques éduennes. Seul un membre de chaque famille pouvait y siéger, évitant ainsi la domination d'une seule famille sur le sénat. Au-dessus de cette assemblée, le vergobret, élu publiquement par un conseil dirigé par les druides, exerçait ses fonctions pendant un an. Pendant ses fonctions, il lui était interdit de sortir des frontières du territoire éduen. Ainsi, il ne pouvait commander l'armée et donc instaurer une monarchie. Chez les Éduens, il semble que le vergobret exerçait aussi un rôle judiciaire.
Les druides occupaient également de hautes fonctions puisque Diviciacos fut l'ambassadeur du peuple éduen au sénat pour demander de l'aide contre l'alliance des Séquanes et des Germains d'Arioviste. Il dirigea même la cavalerie éduenne durant la guerre des Gaules.

### Éduens connus
Quelques noms d'Éduens nous sont parvenus au travers de l’œuvre de César ou d'objets retrouvés sur le site de Bibracte :
- Convictolitavis
- Dumnorix
- Diviciacos
- Litaviccos
- Suros
- Julius Sacrovir

(Voir aussi la Catégorie Éduens)

## Le territoire éduen en Gaule

### Localisation géographique

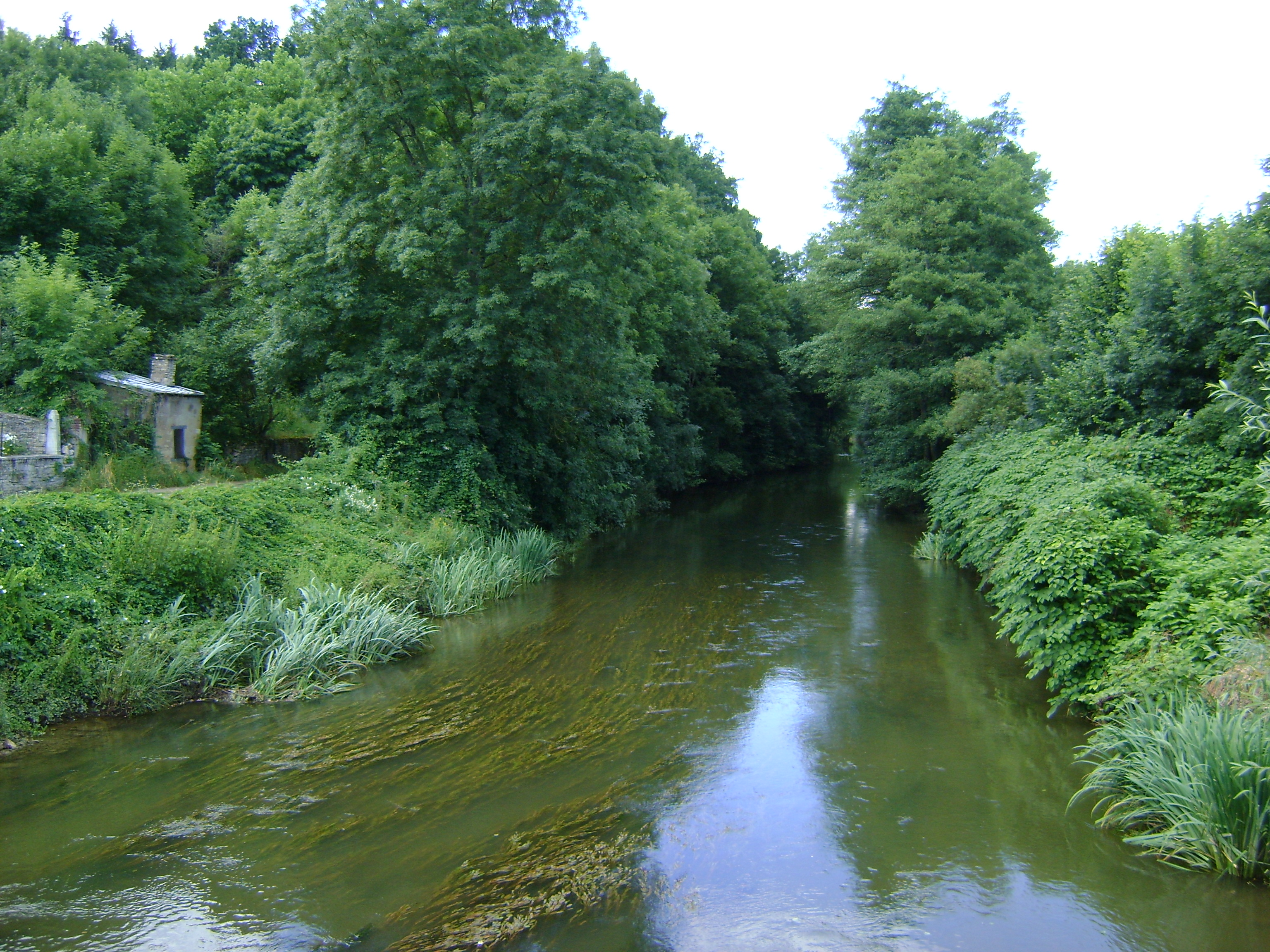
Le Serein à L'Isle-sur-Serein, aux confins des territoires des Éduens, Aulerques Brannovices et Lingons

Le territoire des Éduens était au sud de ceux des Lingons et Mandubiens, au sud-est de celui des Aulerques Brannovices, au sud-ouest de celui des Séquanes, au nord de celui des Arvernes et Ségusiaves, à l'est de celui des Bituriges et au nord-ouest de celui des Ambarres. Ce territoire couvrait le sud du Nivernais et de la Bourgogne. Leurs principales villes étaient Cabillonum (Chalon-sur-Saône), Matisco (Mâcon), Nevirnum (Nevers) et Bibracte (mont Beuvray). Cette dernière, leur capitale, fut délaissée après la guerre des Gaules en faveur d'Augustodunum (Autun). Ils contrôlaient un territoire situé entre la Loire et la Saône, ce qui leur donnait une position centrale pour le commerce à une époque où les fleuves étaient les principales voies de communication. Cela favorisa un enrichissement important de l’élite éduenne grâce à la perception de droits de douane (portoria). Le contrôle de ces voies de passage fut une source de rivalité avec leurs voisins, notamment pour la Saône (Arar) avec les Séquanes.

### Les peuples alliés et subordonnés
On nomme ici par peuples alliés, ceux que César nommait « frères et de même sang » dans la Guerre des Gaules, ce qui implique une alliance étroite, sur un pied d'égalité. Il réside entre ces peuples une bonne entente et des liens cordiaux.
Seul le peuple des Ambarres (dans l'Ain) possédait ce titre.
Puis, viennent ce que César appelle les clients qui sont des peuples subordonnés politiquement aux Éduens. On compte parmi eux les Mandubiens (d'Alésia) qui ont été rattachés un temps aux Lingons.

### Confédération éduenne

La confédération éduenne

Les Éduens relevaient d'une confédération constituée des peuples gaulois suivants, unis par des alliances diverses :
- Ambarres
- Ségusiaves
- Mandubiens (après leur détachement des Lingons)
- Aulerques Brannovices[8]
- Bellovaques[9]
- Bituriges Cubes (Berry)[8]
- Sénons (région de Sens)[10] et donc leur allié, les Parisii

On peut y ajouter aussi les Ambivarètes et les Blannovii,. Cependant, le nom des Ambivarètes ne nous est connu que par César. On ne connaît donc pas leur territoire exact ni les véritables liens qu'ils entretenaient avec les Éduens.
Plusieurs peuples rejoignirent l'allégeance des Éduens quand ils virent le statut concédé aux alliés de Rome au début de La Guerre des Gaules.
Enfin, par l'intermédiaire des Romains, les Éduens conclurent des alliances de circonstance avec la confédération des Suessions et des Rèmes (leurs anciens ennemis) durant la guerre des Gaules.

## Histoire

### L'alliance avec Rome

#### Genèse
L'Éduen le plus connu est Diviciac, seul druide dont le nom nous soit parvenu. Après que tous les sénateurs éduens eurent été tués, il s'est réfugié à Rome où il a demandé une aide au Sénat, et a été accueilli plusieurs mois dans la somptueuse villa de Cicéron qu'il connaissait et qui le cite dans son Traité de la Divination. Il était en relation avec Jules César qui le mentionne plusieurs fois dans ses Commentaires. Son frère Dumnorix, chef du parti anti-romain, a été exécuté en 54 av. J.-C., sur ordre de César, pour avoir comploté en faveur des Helvètes alors que son peuple était allié aux Romains.
D'après des sources grecques, l'alliance des Éduens avec Rome est antérieure à 138 av. J.-C.
Selon certains historiens, l'alliance aurait été conclue au IIIe siècle ou au début du IIe siècle, époque à laquelle les Romains ont forgé leurs légendes divines et donc leurs liens de sang avec Troie, ainsi que leurs alliances avec des cités telles que Massalia. Il n'est donc pas impossible que les Éduens aient été intégrés à ces légendes et donc considérés comme frères de sang par le Sénat romain. En effet, les Arvernes se sont aussi revendiqués de ce lien de parenté avec Rome bien que Rome ne l'ait jamais accepté.
Les historiens ont conjecturé certaines raisons de cette alliance avec Rome. L'hypothèse la plus probable consiste à penser que le territoire éduen (qui contrôlait la Loire, la Saône et l'Yonne) était propice aux rencontres avec des marchands italiens remontant ces fleuves. D'autres pensent qu'ils se sont rencontrés par le biais d'alliances avec des peuples de Narbonnaise et de Cisalpine. Selon César, l'alliance tenait à la grandeur de ce peuple qui « détenait le principat de la Gaule entière ». Réciproquement, les Éduens auraient agi dans le même sens, connaissant sans doute la puissance de Rome et le prestige qu'ils pouvaient en tirer pour rivaliser avec les autres peuples de Gaule.

#### Fonctionnement de l'alliance
C'est l'historien Florus (IIe siècle, qui s'est inspiré de l’œuvre de Tite-Live) qui nous renseigne sur l'aide militaire que les Romains vont apporter aux Éduens en 121 av. J.-C. en écrasant les Allobroges et les Arvernes au confluent du Rhône et de l'Isère :

« La première nation transalpine qui sentit la force de nos armes fut celle des Saliens, dont les incursions avaient forcé la ville de Marseille, notre très fidèle amie et alliée, à se plaindre à nous. Nous domptâmes ensuite les Allobroges et les Arvernes, contre lesquels les Éduens nous adressèrent de semblables plaintes, et implorèrent notre aide et notre secours. Nous eûmes pour témoins de nos victoires, et le Var, et l'Isère, et la Sorgue, et le Rhône, le plus rapide des fleuves. Les Barbares éprouvèrent la plus grande terreur à la vue des éléphants, dignes de se mesurer avec ces nations farouches. Rien, dans le triomphe, ne fut aussi remarquable que le roi Bituitus, couvert d'armes de diverses couleurs, et monté sur un char d'argent, comme il avait combattu. »

— Florus, Abrégé de l'histoire romaine, I-37

#### La révolte de Vercingétorix et la fin de la domination éduenne
Les Éduens finissent par renier leur alliance avec Rome au moment du soulèvement de Vercingétorix. Ils mettent alors leurs efforts pour aider le roi des Arvernes, leur ancien ennemi, et vont même jusqu’à le couronner roi à Bibracte, Viridomaros, roi des Éduens, le reconnaissant roi des Gaulois, leur capitale. Les Éduens restent pourtant fidèles à César. Ce n’est qu’après le siège de Gergovie, gagné par Vercingétorix, que Viridomaros souligne son souhait de se joindre à la révolte sans rien cacher à César qui l’avait mis à la tête des Éduens. Finalement, en -52, Vercingétorix ayant déposé les armes à Alésia, les Éduens voient Bibracte reléguée en petite cité. Ils se voient aussi cantonnés à une nouvelle ville, Augustodunum, l’actuelle Autun.

### Romanisation
Sous le règne de l'empereur Tibère, une révolte éclate chez les Trévires et les Éduens, probablement pour des motifs fiscaux (21 av. J.-C.). Chez les Eduens, le principal instigateur est Julius Sacrovir. La rébellion est rapidement matée. Peu après la défaite près d'Augustodunum, Julius Sacrovir se suicide.
En 48, avec la censure de Claude et son discours en faveur de l'intégration au Sénat d'élites gauloises, les Éduens deviennent le premier peuple autorisé par le Sénat à pouvoir en devenir membre.

### Commerce

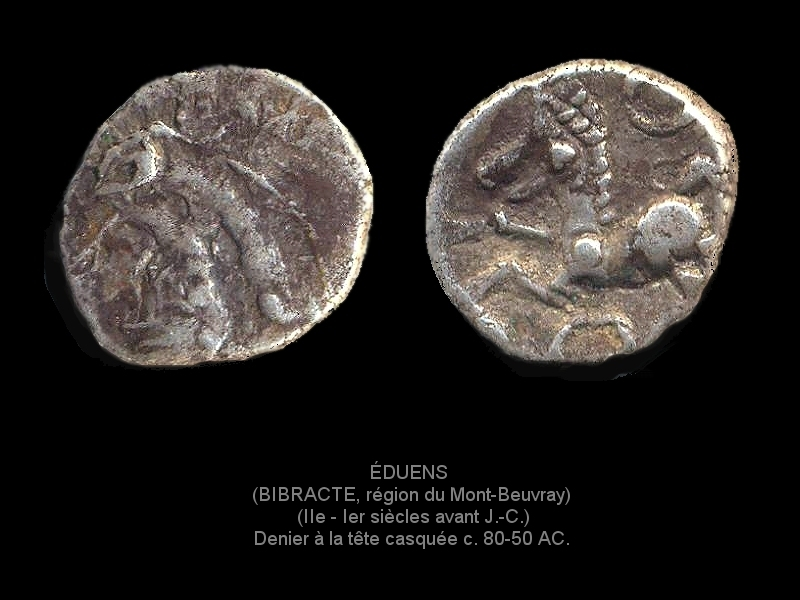
Denier d'argent des Éduens.

Dans son Histoire de la Gaule, l'historien Camille Jullian écrit ces quelques lignes sur les Éduens: « Bibracte, j'en suis sûr, fut le point de départ et le plus sûr garant de leur puissance. Autour de Bibracte circulaient de très bonnes routes, unissant les trois plus grands bassins de France. » Ainsi, les produits romains remontaient le Rhône (les voies fluviales étaient les plus rapides à l'époque) et empruntaient ensuite l'Arar, la Loire ou l'Allier, passaient en territoire éduen avant de rejoindre les bassins de la Loire et de la Seine. Les Éduens se situaient à un carrefour commercial important entre le monde celte et Rome, d'autant plus que Bibracte domine à l'ouest la vallée de la Loire et à l'est la vallée de la Saône. Ils ont ainsi permis la diffusion des produits romains à travers la Gaule dès le IIe siècle av. J.-C., permettant à leurs alliés de la confédération de profiter de leur commerce avec Rome et certainement avec les colonies grecques telles que Massilia. Ce commerce est attesté par les grandes quantités d'amphores et de céramiques venues d'Italie retrouvées dans des fosses à déchets et dans des dallages de maison.
En outre, les Éduens avaient installé un système de douanes qui taxait les produits passant sur leur territoire pour accroître leur richesse comme semblent l'attester les textes de César :

« C’était bien Dumnorix : l’homme était plein d’audace, sa libéralité l’avait mis en faveur auprès du peuple, et il voulait un bouleversement politique. Depuis de longues années il avait à vil prix la ferme des douanes et de tous les autres impôts des Éduens, parce que, lorsqu’il enchérissait, personne n’osait enchérir contre lui. »

— Jules César, Jules César, Commentaires sur la Guerre des Gaules, V, 7
D'ailleurs, Éduens et Séquanes se battaient pour le contrôle de l'Arar (La Saône) puisque le contrôle du fleuve permettait de taxer l'ensemble des produits romains et celtes qui transitaient vers le nord du continent par voie fluviale.